# Romantic Killer
Romantic Killer (ロマンティック・キラー Romantikku Kirā?), en España titulada como La asesina del romance, es un manga japonés escrito e ilustrado por Wataru Momose. Se serializó en el sitio web Shōnen Jump+ de Shūeisha desde el 30 de julio de 2019 hasta el 2 de junio de 2020, con sus capítulos recopilados en cuatro volúmenes tankōbon. Una adaptación a ONA por el estudio Domerica se lanzó en Netflix el 27 de octubre de 2022.

## Argumento
Para Anzu, los videojuegos, su gato mascota y los bocadillos de chocolate son sus necesidades básicas. Fue entonces cuando un hada de «Cupido amoroso» llamada Riri salió de un monitor y dijo que ayudaría a Anzu a experimentar el romance en la vida real, a pesar del rechazo de Anzu debido a su cero interés en buscar el romance. Riri confiscó sus «necesidades básicas» y conspiró una serie de eventos para hacer que Anzu se encontrara con situaciones similares a las de un juego otome de la escuela, dejándola sin otra opción. Anzu decidió seguir el «juego» de Riri, pero evitando todas las situaciones posibles de romance con todas sus fuerzas.

## Personajes
Anzu Hoshino (星野 杏子 Hoshino Anzu?)
 Seiyū: Rie Takahashi
La protagonista que lleva el atributo de «antiheroína». Una estudiante de primer año de secundaria que afirma que sus 3 grandes deseos son los videojuegos, su gato y el chocolate. Ella no tiene ningún interés en el romance de la vida real y ha estado evitando todas las situaciones similares a cualquier manga shōjo conspiradas por Riri. Es una persona lógica y muy cariñosa que no puede dejar a sus amigos con problemas. Su mayor temor son las cucarachas.
Riri (リリ?)
 Seiyū: Mikako Komatsu
Tsukasa Kazuki (香月 司 Kazuki Tsukasa?)
 Seiyū: Yūichirō Umehara
Junta Hayami (速水 純太 Hayami Junta?)
 Seiyū: Gakuto Kajiwara
El «amigo de la infancia» que Riri preparó para Anzu.
Hijiri Koganei (小金井 聖 Koganei Hijiri?)
 Seiyū: Natsuki Hanae
Tsuchiya (土屋?)
 Seiyū: Kenjirō Tsuda
Saki (咲姫?)
 Seiyū: Manaka Iwami

## Contenido de la obra

### Manga
Romantic Killer fue escrito e ilustrado por Wataru Momose. Se serializó en el sitio web Shōnen Jump+ de Shūeisha del 30 de julio de 2019 al 2 de junio de 2020. El primer volumen tankōbon se lanzó el 4 de diciembre de 2019. Los volúmenes dos al cuatro se lanzaron digitalmente el 4 de marzo, 4 de agosto, y 4 de septiembre de 2020 respectivamente; se lanzarán en forma impresa el 4 de octubre de 2022.
En febrero de 2022, Viz Media anunció que obtuvieron la licencia de la serie para su publicación en inglés.
| Volúmenes de manga publicados | Volúmenes de manga publicados                                | Volúmenes de manga publicados |
| Número                        | Fecha de publicación                                         | ISBN                          |
| ----------------------------- | ------------------------------------------------------------ | ----------------------------- |
| 1                             | 4 de diciembre de 2019                                       | ISBN 978-4-08-882164-1        |
| 2                             | 4 de marzo de 2020 (digital) 4 de octubre de 2022 (impreso)  | ISBN 978-4-08-883326-2        |
| 3                             | 4 de agosto de 2020 (digital) 4 de octubre de 2022 (impreso) | ISBN 978-4-08-883327-9        |
| 4                             | 4 de agosto de 2020 (digital) 4 de octubre de 2022 (impreso) | ISBN 978-4-08-883328-6        |

### Anime
En agosto de 2022, el sitio web Shōnen Jump+ anunció que la serie se adaptaría a una ONA. Es animado por el estudio Domerica y dirigido por Kazuya Ichikawa, con Sayuri Ōba y Hiroko Fukuda supervisando los guiones, Arisa Matsuura diseñando los personajes y Ryo Kawasaki y Tomoyuki Kono componiendo la música. La serie se estrenó en Netflix el 27 de octubre de 2022. El tema de apertura es «ROMA☆KiRA» de YURiKA, mientras que el tema de cierre es «Romantic Love 〜 Ren'ai Shimasen ka?☆〜» (Romantic Love〜恋愛しませんか?☆〜?) de Mikako Komatsu.

## Recepción
En 2020, la serie ocupó el puesto 12 en los Next Manga Award en la categoría de manga web.